# Grande Palácio de Constantinopla

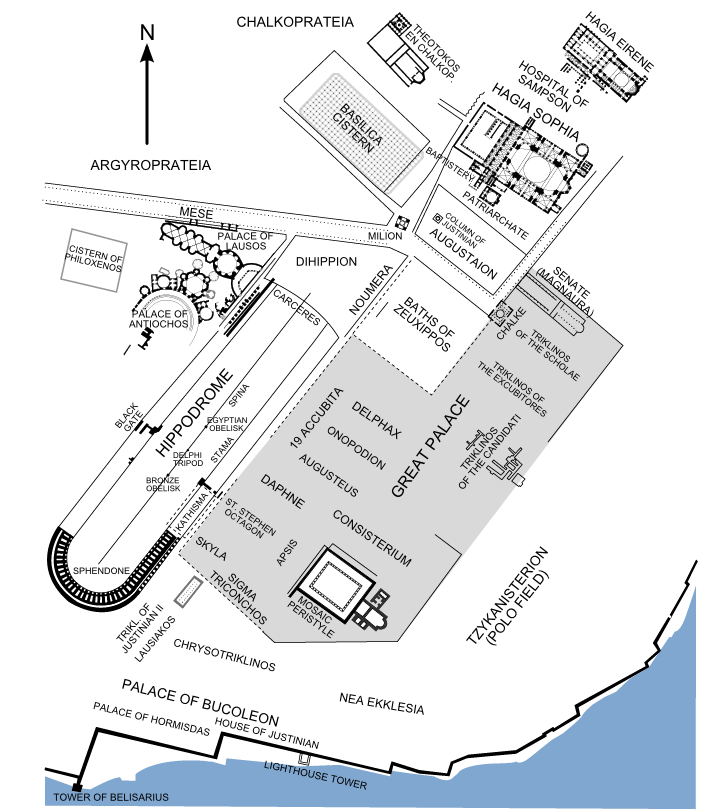
Mapa do centro administrativo de Constantinopla. As estruturas do Grande Palácio são mostradas na sua posição aproximada como deriva das fontes literárias. As estruturas sobreviventes aparecem a negro

O Grande Palácio de Constantinopla (em latim: Magnum Palatium; em grego: Μέγα Παλάτιον; Büyük Saray), também conhecido como Palácio Sagrado (em latim: Sacrum Palatium; em grego: Ιερόν Παλάτιον)  era um complexo palaciano enorme situado no extremo sudeste da península onde se localizava a capital do Império Bizantino. Serviu como residência principal dos imperadores bizantinos a partir do ano 330 até 1081, servindo como centro da administração imperial durante aproximadamente 800 anos.
Actualmente, tudo o que resta do Grande Palácio é uma série de mosaicos preservados, os quais são exibidos no local onde foram encontrados, no Museu dos Mosaicos do Grande Palácio.

## História

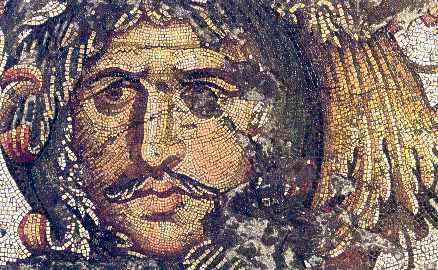
Detalhe de mosaico num rebordo do Grande Palácio

Quando Constantino mudou a capital romana para Constantinopla, em 330, planeou um palácio para si e para os seus herdeiros. O palácio estava situado entre o Hipódromo de Constantinopla e a Basílica de Santa Sofia. Foi reconstruído e ampliado várias vezes, especialmente durante os reinados dos imperadores Justiniano I (r. 527–565) e Teófilo (r. 829–842), até a meados do século XI, quando o complexo se apresentava como uma aglomeração de edifícios com diferentes formas e funções. Aqui, entre outras coisas, erguiam-se salões de banquetes, pavilhões, igrejas e capelas, alojamentos, banhos e jardins. Existem descrições do palácio entre os viajantes russos que se encontravam em Constantinopla nos séculos XIV e XV. As representações de diversas viagens permitem-nos formar uma imagem de como seria o palácio e alguns dos edifícios que o compunham.
Até ao início do século XII, o Grande Palácio serviu como o principal centro administrativo e cerimonial da cidade, apesar de a partir do início da Era Comnena o Palácio de Blaquerna ter sido favorecido como residência imperial. Durante o saque de Constantinopla pela Quarta Cruzada, o palácio foi pilhado pelos soldados de Bonifácio de Monferrato. Apesar dos imperadores latinos subsequentes continuarem a usar o complexo palaciano, careciam do dinheiro para a sua manutenção. O último imperador latino, Balduíno II (r. 1228–1261), chegou a tirar as telhas de chumbo do palácio e a vendê-las.

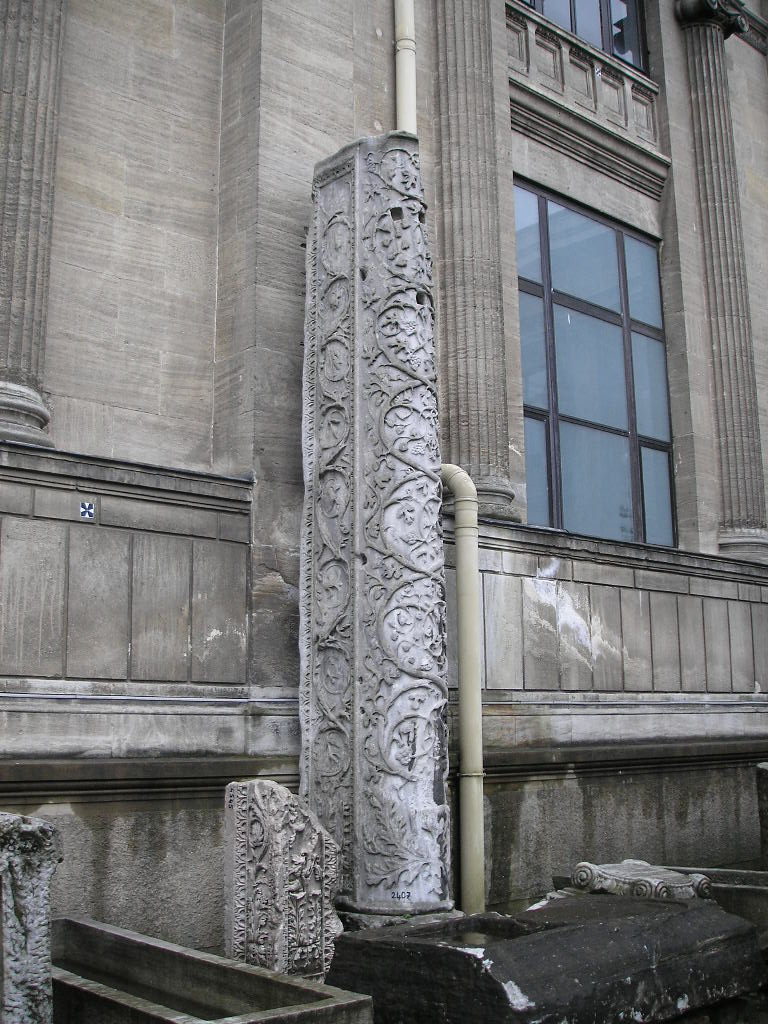
Um dos pilares do Grande Palácio, guardado no Museu Arqueológico de Istambul.

Portanto, quando a cidade voltou a ser tomada pelas forças de Miguel VIII Paleólogo, em 1261, o Grande Palácio estava em péssimo estado. Os imperadores paleólogos abandonaram-no em grande parte, governando a partir de Blaquerna, de modo que quando Maomé II, o Conquistador entrou na cidade, em 1453, encontrou-o arruinado e abandonado. Ao passar pelos seus corredores e pavilhões vazios, alegadamente terá sussurrado uma citação do poeta persa Saadi de Xiraz:
"A aranha tece a sua rede no Palácio dos Césares, 
Uma coruja pia nas torres de Afrassíabe."

Muito do palácio foi demolido na reconstrução geral de Constantinopla, nos primeiros anos da Era Otomana. No entanto, no início do século XX, um incêndio revelou uma secção do Grande Palácio. Neste lugar foram encontradas celas de prisão, muitos quartos grandes, e, possivelmente, tumbas. As escavações contemporâneas continuam em Istambul no Grande Palácio. Até agora, foi escavada menos de um quarto da área total coberta pelo palácio; a escavação total não é viável uma vez que a Mesquita do Sultão Ahmed e os edifícios adjacentes cobrem parte do local.
A maioria dos mosaicos descobertos estão expostos no Museu dos Mosaicos do Grande Palácio. Na parte oriental do Império Romano, pouco sobrevive dos mosaicos anteriores à iconoclastia. No entanto, são excepção os mosaicos do Grande Palácio descobertos, em 1930, por uma equipa de escavação britânica liderada por G. Martiny e Brett G., que foi autorizada a iniciar as investigações arqueológicas na zona, em Istambul, onde se haviam erguido os palácios imperiais. Estes descobriram este monumento único, que, em retrospectiva, tem causado dores de cabeça a muito estudiosos. Fazer a leitura é como ler um romance policial em que a todo o momento se descobrem mais e mais peças do quebra-cabeças, as quais podem ser interpretadas de diferentes maneiras. A grande discussão centra-se na forma como o monumento deve ser datado.

## O que se sabe da arquitectura do palácio?

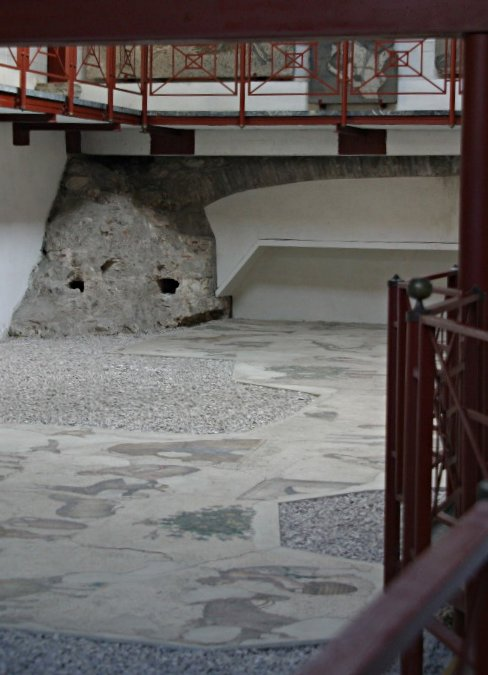
Visão geral dum piso de mosaicos

O palácio estava localizado no extremo sudeste da península onde se situava Constantinopla, atrás do Hipódromo e da Basílica de Santa Sofia. O palácio é considerado pelos eruditos como tendo sido uma série de pavilhões, muito semelhante ao Palácio de Topkapı da Era Otomana que lhe sucedeu. A superfície total do Grande Palácio excedia os 19 000 m² (200 000 pés quadrados). Detalhes do palácio podem ser encontrados em várias descrições históricas. No século X, Constantino VII escreveu um livro sobre o complexo, no qual descreveu como eram realizadas as cerimónias em diferentes partes do palácio. Este manuscrito é mantido em Lípsia. Algumas partes do texto podem ser mais antigas, outros mais recentes, mas fornece um bom retrato no seu todo. Com base nos conhecimentos presentes, sabemos como estavam localizadas muitas igrejas dentro do palácio e como eram chamados os edifício importantes, mas a tentativa de reconstruir o palácio tem dado resultados incertos. Actualmente, o que foi escavado só permitiu identificar alguns edifícios.
A entrada principal para o quarteirão do palácio era a Porta Calce ("porta de bronze"), situada no Augusteu, provavelmente a sul do grande jardim hoje localizado entre Santa Sofia e a Mesquita Azul. O Augusteu era uma praça que existia no lado sul da Basílica de Santa Sofia, sendo ali que começava a principal rua da cidade, a Mese ("rua media"). A leste da praça ficava a Casa do Senado, ou Magnaura, onde, mais tarde, foi instalada a Universidade de Constantinopla, e a oeste o Mílio (o marcador da milha, a partir do qual todas as distâncias eram medidas), e as antigas Termas de Zeuxipo.
Foram encontrados mosaicos compondo um pavimento que pode ter sido a parte coberta dum peristilo quadrado, com 60 metros de lado e uma largura de mosaicos com quase 6 metros. Mais tarde, foram encontrados restos de uma sala com abside e um alpendre, ou nártex, que está em ligação com o peristilo. Nordhagen acredita que este pode ter sido uma basílica para as cerimónias, ou triclínio, conhecido noutros antigos palácios. A iconografia dos mosaicos também parece encaixar-se com esta interpretação. Os mesmos temas podem ser encontrados em Piazza Armerina, na Sicília.
Imediatamente por trás da Portão Calce, virados para sul, ficavam os quartéis dos guardas do palácio, os escolas palatinas. Depois dos quartéis erguia-se o salão de recepção dos 19 Acubitas ("dezanove sofás"), seguido pelo Palácio de Dafne, a principal residência imperial no início da época bizantina. Este incluía o octágono, o quarto do imperador. Do Palácio de Dafne, uma passagem conduzia directamente ao camarote imperial (catisma) no Hipódromo. A principal sala do trono ficava no Crisotriclino, construído por Justino II e ampliado e renovado por Basílio I, com a capela palatina de Virgem do Farol nas proximidades. A norte deste local existia o Palácio de Triconco, construído pelo imperador Teófilo e acessível através duma antecâmara semicircular conhecida como a Sigma. Para leste do Triconco erguia-se a luxuosamente decorada Igreja Nova ("igreja nova"), construída por Basílio I, com cinco abóbadas douradas. A igreja sobreviveu até depois da conquista otomana. Foi utilizada como paiol de pólvora e explodiu quando foi atingida por um relâmpago em 1490. Entre a igreja e as muralhas marítimas existia o campo de polo do Tzicanistério.
Seguindo para sul, separado do complexo principal, erguia-se na margem marinha o Palácio de Bucoleão. Este foi construído por Teófilo, incorporando partes das muralhas marítimas, e utilizado extensivamente até ao século XIII, especialmente durante o Império Latino (1204-1261), cujos imperadores católicos da Europa Ocidental favorecerem. Um portão virado ao mar dava acesso directo ao porto imperial de Bucoleão.

### Edifícios que compunham o complexo palaciano

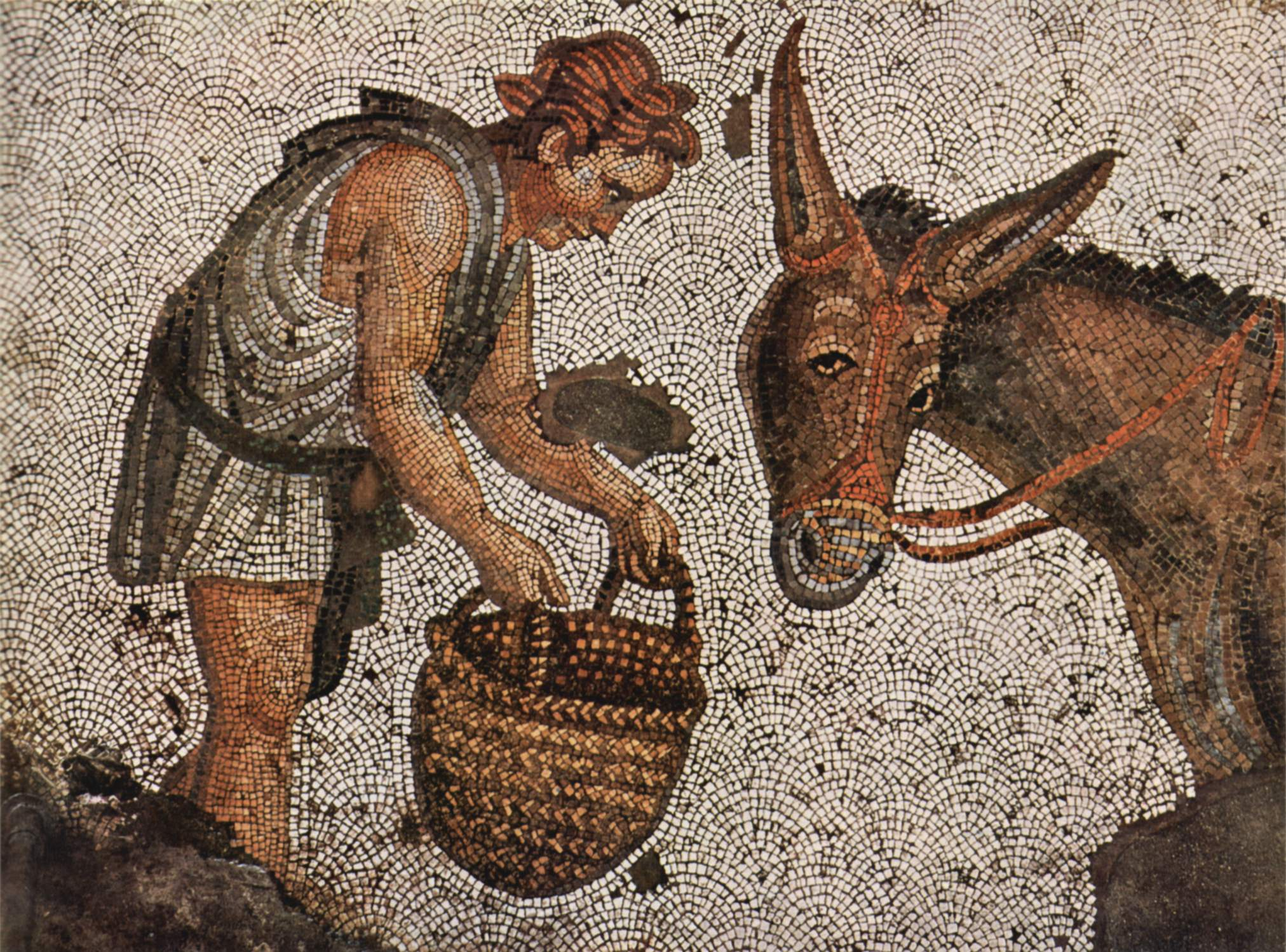
Mosaico com burro a ser alimentado, detalhe do lado nordeste

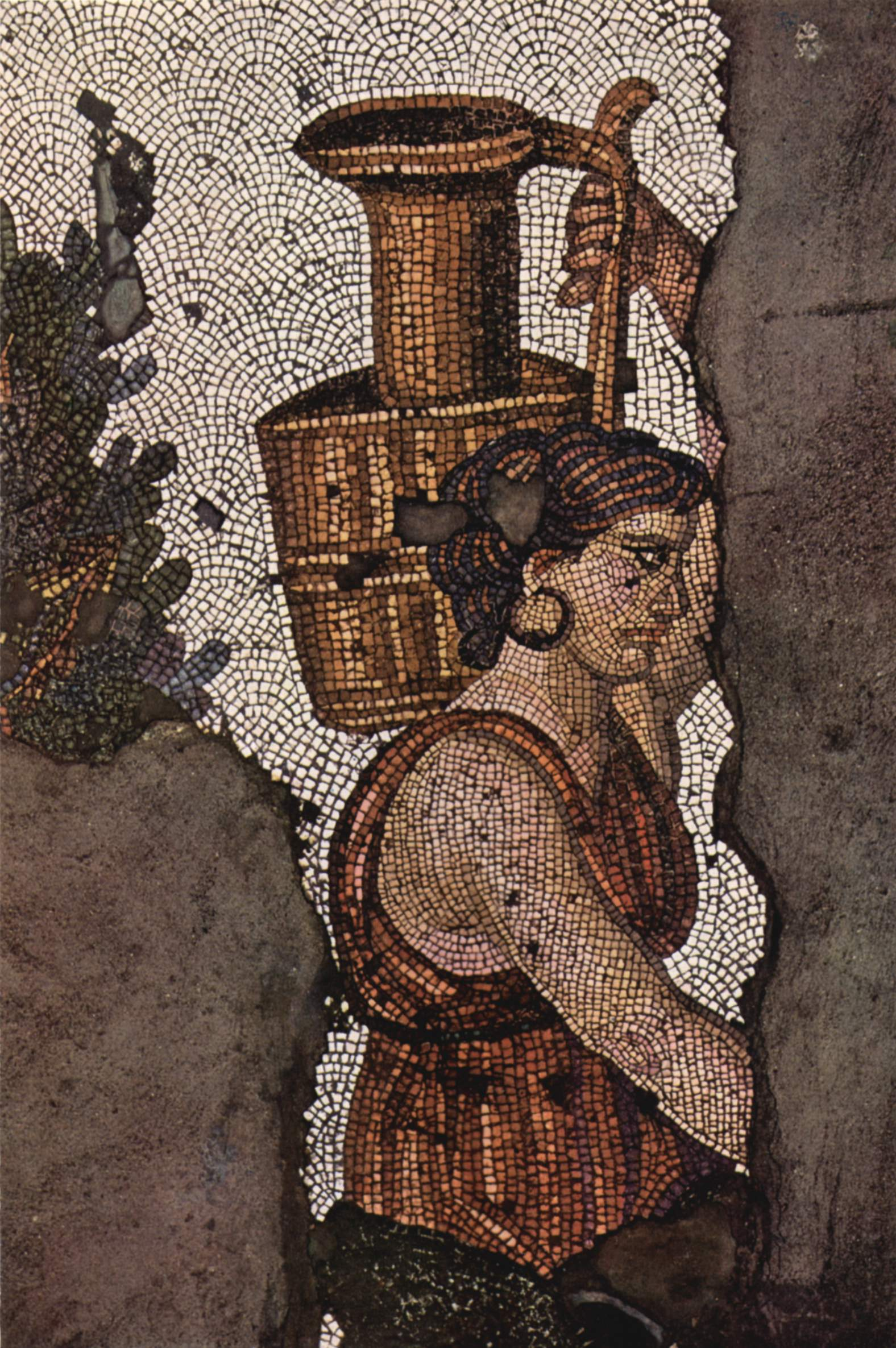
Mosaico com mulher levando um vaso

Actualmente, não resta quase nada destas obras imponentes para além de alguns vestígios que testemunham a sua glória passada. Como já foi dito, o Grande Palácio de Constantinopla era constituído por vários edifícios; alguns deles, só por si, já haviam constituído verdadeiros palácios imperiais independentes, como o Palácio de Bucoleão e o Palácio de Dafne, vendo-se posteriormente englobados no grande complexo palaciano.
- Portão Calce - conjunto que fazia comunicar o palácio com o exterior, o qual tomou o seu nome das grandes portas de bronze que davam para a praça do Augusteu. O Calce foi reconstruído depois dum incêndio ocorrido em 532. Era encimada por uma capela contendo relíquias. Pouco a pouco, foi perdendo a sua função de porta principal do recinto do palácio sagrado a favor da catisma. O Portão de Calce era seguido por casernas dos guardas.
- Triclínio "dos dezanove sofás" - triclínio (sala de recepção) que servia para os banquetes: uma mesa imperial e mais dezoito mesas repartidas por duas filas de nove, estando a mesa imperial sobre um estrado elevado três pés. Era precedido por um pátio com pórtico, o tribunal dos dezanove sofás, onde o imperador fazia proclamar do alto do helíaco, um terraço dominante, decisões legislativas aquando das cerimónias chamadas de silência.
- Palácio de Dafne - principal palácio da época proto-bizantina. Contém a Pórfira (quarto decorado com pórfiro onde dormiam as imperatrizes) e dava directamente para a catisma.
- Magnaura - sala de recepção do Grande Palácio, construída sobre um terraço. A Magnaura (magna aula quer dizer "grande sala") era composta por três salas e três absides, cuja central continha o trono dito "de Salomão". A Magnaura era a sala de recepção dos embaixadores. Segundo Liuprando de Cremona, era ornada por estátuas animadas, pássaros que cantavam e leões que rugiam. O trono era igualmente munido dum dispositivo que lhe permitia mudar de altura. Esta sala já existia no palácio de Constantino. Era orientada para leste com uma entrada a oeste.
- Crisotriclino - sala do trono imperial, construída sob Justino II, coberta por uma cúpula e perfurada por dezasseis janelas. De forme octogonal, o Crisotriclino servia principalmente para os banquetes de aparato e para as festas litúrgicas. A sala podia acolher 102 convivas. Ao que parece, uma abside, cujo fundo de cúpula era decorado por um Cristo Pantocrator sentado num trono (sessos), acolhia o trono do imperador.
- Termas de Zeuxipo- termas construídas por Constantino, destruídas no incêndio de 532 e reconstruídas para servir de prisão e de manufactura de cecolumena (bens preciosos cuja produção era um monopólio imperial). Situavam-se numa grande praça, o Ginásio.
- Palácio de Bucoleão - também chamado de "Casa de Hormisda" ou "Casa de de Justiniano". Trata-se dum palácio que dava para o Mar de Mármara, com um porto privativo. Foi construído, provavelmente, por Teodósio II.
- Igrejas - em particular a Igreja da Virgem do Farol e a Igreja Nova, construída por Basílio I. Era no interior da primeira que estavam conservadas, a partir de 944, as relíquias imperiais: coroa de espinhos, túnica sem costura, lança de Longino, mesa da Ceia, pedra da Deposição, bacia da Lavagem dos pés e o Mandílio de Edessa.
- Mesocépio - maior jardim do Grande Palácio que se estendia entre a Igreja Nova e o Tzicanistério do palácio, uma espécie de terreno de polo.
- Hipódromo Coberto - local construído no lugar dum hipódromo no interior do palácio.

## Os mosaicos

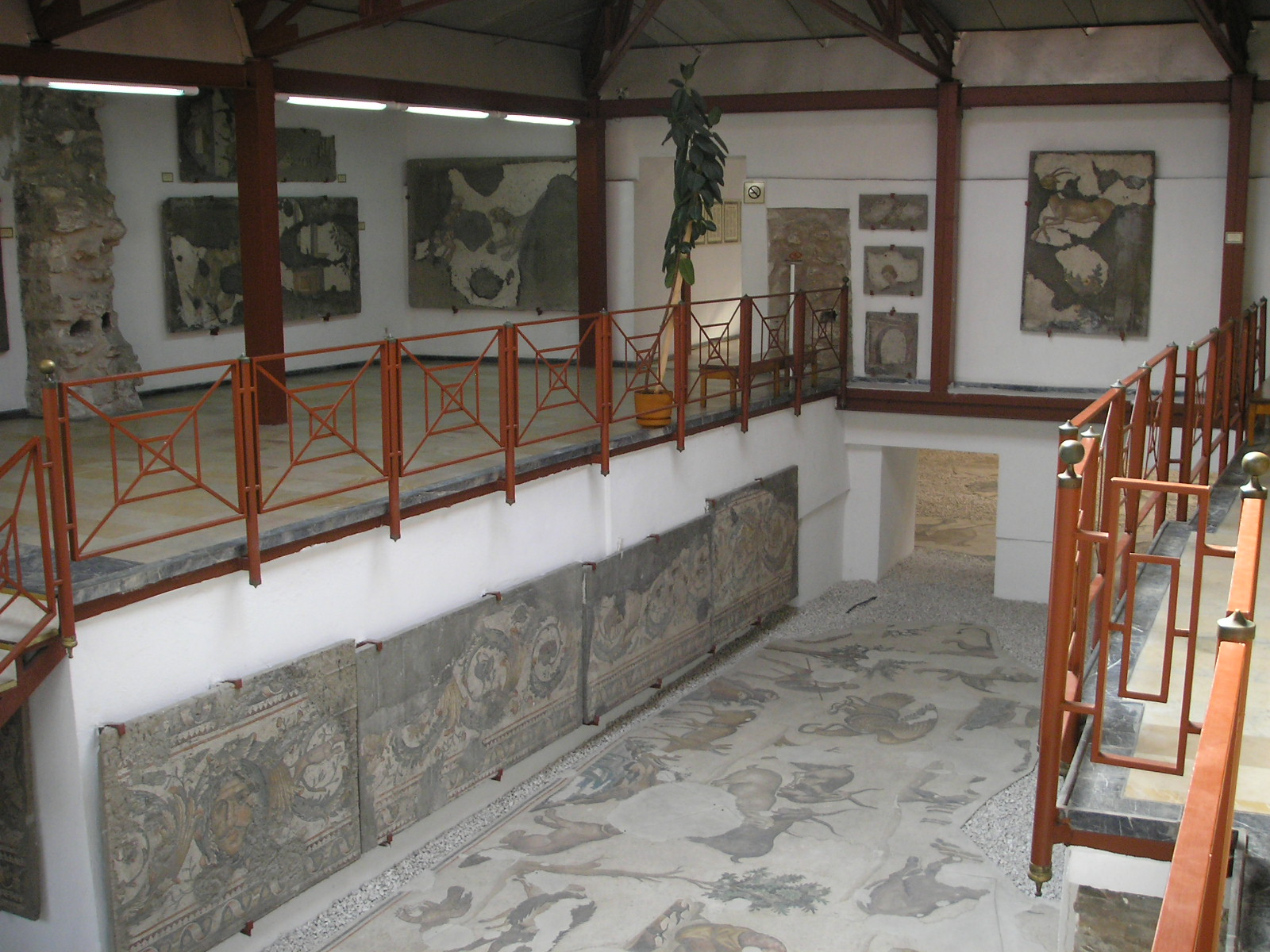
Mosaicos do Grande Palácio expostos no museu

Os únicos tesouros do palácio postos a descoberto são mosaicos de pavimento de muito belo fabrico. Datados de cerca do século VI, os mosaicos do peristilo são únicos, uma vez que, por acção dos iconoclastas, não existem outros mosaicos profanos do Império Bizantino. Os 75 mosaicos ou fragmentos de mosaicos contêm uma variedade de temas e cenas, incluindo as míticas e alegóricas, cenas de vida quotidiana, caça e luta de animais, caça na arena, animais sozinhos sem actividade violenta e animais fantásticos, além de cenas bucólicas e campestres.
Num friso com folhas de acanto, aves e outros animais, aparecem, em destaque, personificações dos oceanos. Não existe qualquer paisagem ou fundo que faça a ligação das cenas. São fixados com um fundo claro e  limitados por vinhetas. Tecnicamente, apresenta um trabalho primoroso de junção de tesselas e as formas são feitas com cores vivas e fortes que contrastam com os bons trabalhos romanos. Os materiais usados são o vidro e as pedras naturais, principalmente estas últimas. Uma característica importante é o movimento e a postura naturalista de animais e corpos humanos.
Noutros pavimentos antigos existiam, geralmente, bordos em redor das cenas ou a apresentação duma paisagem que fazia a ligação entre elas. Exemplo deste último é o caso do templo da Fortuna fora de Roma. Este mostra a vida e a paisagem do Egipto a partir do Delta do Nilo para as terras altas do país. Parte deste mosaico está no Altes Museum em Berlim, tendo sido um presente de Francisco de Médici em 1628. Molduras limitadas por vinhetas podem ser vistas, por exemplo, no Museu Nacional de Arte Romana, em Mérida, Espanha. Estes pisos são do século IV. Também existe um piso sem moldura e com inscrições sobre as figuras que mostram sete idosos, também do século IV.

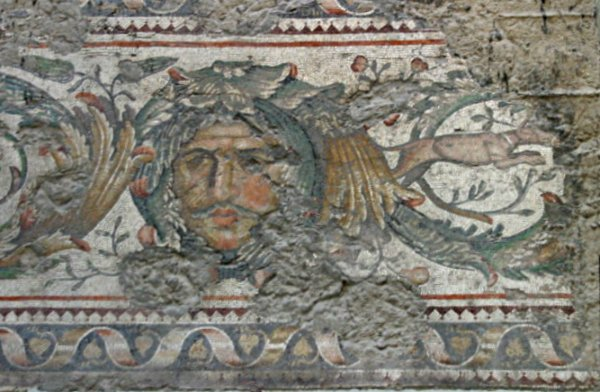
Parte da cena no mosaico de um rebordo do lado nordeste

Trilling faz uma análise profunda e compara compara os pavimentos do palácio com uma série de exemplos, tanto de ocidente como de oriente. Entende que os exemplos não mostram qualquer influência clara, mas que são complementares.
Nordhagen acha que o pavimento do palácio que existiu uma forte influência da arte antiga desde o início da era cristã em Constantinopla. A escolha de motivos não-cristão pode ser explicada pelo que se sabe sobre as aplicações imperiais romanas de moisaicos. Os pavimentos da Villa Romana del Casale, nos arredores de Piazza Armerina, na Sicília, são datados da primeira metade do século IV e mostram, entre outras cenas, caçadas contra animais selvagens. Esta tradição pode ter sido mantida no império cristão de Bizâncio. Nordhagen acredita que a semelhança com os mosaicos romanos são surpreendentes, requerendo um bom conhecimento sobre os princípios estéticos do início do período imperial. O motivo para reproduzir de modo complicado as fases dum estilo "extinto" podia ser o desejo de enfatizar com imagens a tradição que ligava o Império Bizantino a Roma.
Outro exemplo disto é o mosaico do centauro da Villa Adriana, em Tivoli, também preservado actualmente no Altes Museum de Berlim, que mostra a luta entre animais selvagens e centauros. Um dos centauros está caído no chão com um dos animais selvagens sobre si, enquanto outro centauro está prestes a matá-lo com uma grande pedra. Outro animal está morto no chão, enquanto um terceiro espreita ao fundo.

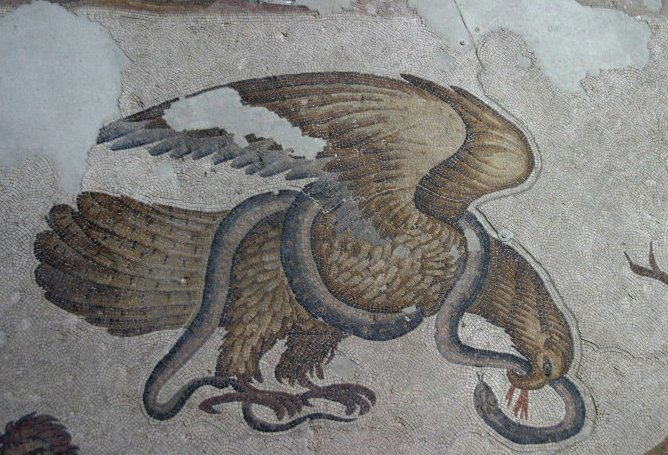
Mosaico com águia e cobra, detalhe do lado nordeste

Um dos problemas que o pavimento do peristilo suscitou tem a ver com a datação da obra. Inicialmente, os arqueólogos acreditaram que estavam face a um pavimento romano, uma vez que os temas dos mosaicos eram não-cristãos e o estilo era aquele que conheciam dos melhores mosaicos imperiais. No entanto, nas massas de preenchimento situadas abaixo foram encontradas cerâmicas com a cruz incisa. O primeiro relatória datou os pavimentos como remontando ao século IV ou V. Numa nova escavação, efectuada depois da Segunda Guerra Mundial, encontraram-se os restos duma sala de cerimonia, uma basílica, da qual o peristilo tinha sido o pátio. Por baixo, sob o peristilo, foram encontrados restos de edifícios de tijolo com selos do século VI. Portanto, no segundo relatório, a datação dos mosaicos aponta para o reinado de Justino II (r. 565–578). Nordhagen sugere uma datação fixada no final do século VI, em parte baseada na datação segura do "gato de prata".
Em 1929, L. Matsulevich publicou um livro que chamou de Byzantinische Antike. Nele está contido um importante material sobre os trabalhos em prata de colecções da Europa Ocidental e da Rússia. Encontram-se aqui recipientes de vinho, vasos e pratos, os elementos que eram comuns na indústria da arte romana, cujos motivos e estilo poderiam ser dos séculos III ou IV - deuses antigos, imagens mitológicas e cenas da poesia pastoril. No entanto, esses objectos podem provir de oficinas de prata dos séculos VI ou VII. Trilling refere-se a uma placa com duas figuras a dançar, datada entre 613 e 630, e encontra paralelo com os mosaicos do palácio na sua tridimensionalidade, acreditando que esta pode ser uma característica dos mosaicos gregos e romanos da mesma época.

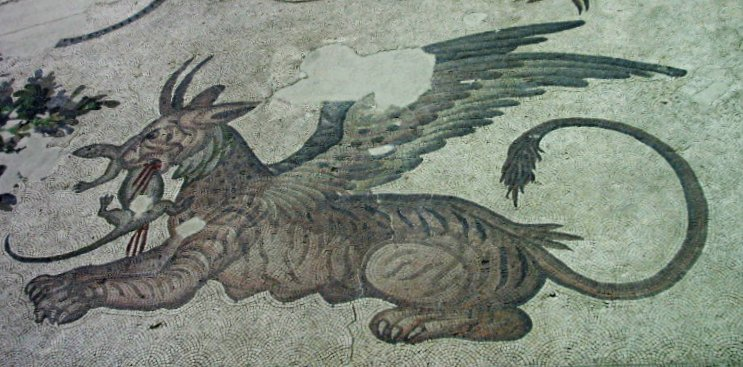
Mosaico com grifo, detalhe do lado nordeste

Apesar de seu impressionante tamanho, a construção dum complexo de edifícios com mosaicos no Grande Palácio não está mencionada em nenhuma das fontes que discute as atividades de construção dos imperadores no século VI.
Dado o seu carácter estritamente clássico, acreditou-se que os mosaicos remontam ao início da história bizantina. Esta visão dominou o primeiro relatório de escavações e provocou a datação precoce. No entanto, esta visão foi abandonada, uma vez que, então, a arte clássica seguia uma curva descendente, vindo a desaparecer no fim da Antiguidade Tardia. Portanto, um trabalho com tão fortes movimentos clássicos tinha que ter surgido mais cedo.
Porém, com o apoio dos mosaicos dos pavimentos do Grande Palácio e de obras em prata com o selo imperial, pode afirmar-se que houve uma "perpetuação" na antiga Constantinopla. A razão para isso reside nos fortes laços que ligavam o Império Bizantino ao Império Romano. Isto tornou natural a decisão de Constantinopla se cercar de alguns objectos histórico-simbólicos que eram antigos na forma e no estilo. Por esse motivo, Nordhagen acredita que os mosaicos podem ser datados tão tarde como o final do século VII ou início do século VIII. Trilling, pelo seu lado, tenta provar no seu artigo que o pavimento de mosaico data do reinado do Imperador Heráclio (r. 610–641). É difícil determinar qual dos dois está mais próximo da verdade, mas não é muito o que os separa.